# Krystian Rempała
Krystian Rempała (ur. 1 kwietnia 1998 w Tarnowie, zm. 28 maja 2016 w Jastrzębiu-Zdroju) – polski żużlowiec.

## Życiorys

### Życie prywatne
Żużel uprawiał jego ojciec – Jacek Rempała, a także stryjowie Krystiana (bracia Jacka) – Grzegorz, Tomasz i Marcin Rempałowie. Wszystkich pięciu (łącznie z Krystianem) określono mianem tzw. „klanu Rempałów”. Żużlowcem został także jego kuzyn Dawid Rempała (syn Tomasza). Siostra żużlowca Martyna Rempała jest piosenkarką.

### Kariera sportowa
W 2013 roku uzyskał licencję żużlową w barwach Stali Rzeszów. W rozgrywkach ligowych zadebiutował w 2014 roku. W barwach Stali Rzeszów wystąpił wówczas w 30 biegach w 10 meczach I ligi, w których zdobył łącznie 16 punktów i 3 bonusy (średnia biegowa – 0,633). Jako tzw. „gość” wziął także udział w 6 spotkaniach II ligi w barwach KSM Krosno, zdobywając w 21 biegach 25 punktów (średnia biegowa – 1,19).
W 2015 roku, wraz ze Stalą Rzeszów, zadebiutował w najwyższej klasie rozgrywkowej. Wystartował w 47 biegach w 14 meczach, zdobywając w sumie 46 punktów i 9 bonusów (średnia biegowa – 1,17). Ponadto, jako „gość”, wziął udział w 1 meczu II ligi w barwach KMŻ-u Lublin, w którym w 5 biegach uzyskał 8 punktów i 2 bonusy (średnia biegowa – 2). W tym samym roku występował także w lidze duńskiej, startując w drużynie Grindsted Speedway Klub. We wrześniu 2015 roku w Pilźnie, wraz z reprezentacją Polski (startującą w składzie: Krystian Pieszczek, Kacper Woryna, Adrian Cyfer, Bartosz Smektała i Krystian Rempała), zdobył drużynowe mistrzostwo Europy juniorów.
W 2016 roku został zawodnikiem Unii Tarnów, w barwach której wystąpił w 4 meczach Ekstraligi, zdobywając w 18 biegach 18 punktów i 3 bonusy (średnia biegowa – 1,17).
22 maja 2016 r., podczas 2. biegu meczu żużlowej Ekstraligi rozgrywanego w Rybniku między ROW-em Rybnik a Unią Tarnów, upadł w wyniku zderzenia z Kacprem Woryną, uderzając o tor nieosłoniętą głową (przed upadkiem spadł mu kask z głowy). Po wypadku, pozostając w stanie krytycznym, został przetransportowany do szpitala w Jastrzębiu-Zdroju, gdzie przeszedł operację usunięcia krwiaka mózgu, jednak po jej przeprowadzeniu nie odzyskał przytomności i pozostawał w śpiączce. Zmarł 28 maja 2016 r. w szpitalu w Jastrzębiu-Zdroju. Został pochowany na cmentarzu w Tarnowie-Mościcach 3 czerwca 2016.

## Upamiętnienie
W 2016 roku jego siostra Martyna oddała mu hołd autorską balladą zatytułowaną Nie Tak Miało Być. Muzykę skomponował Marcin Bracichowicz - wieloletni gitarzysta zespołu IRA, a tekst z osobistych notatek Martyny napisała Patrycja Sokół - wokalistka, autorka tekstu do piosenki filmowej Miasto 44. Za produkcje nagrań odpowiadał Marcin Limek - realizator, producent muzyczny współpracujący m.in. z Beatą Kozidrak. Do piosenki został stworzony także teledysk, w którym poza siostrą żużlowca wzięli udział żużlowcy PGE Ekstraligi m.in.: Artiom Łaguta, Leon Madsen, Emil Sajfutdinow, Marcin Kościelski, Daniel Kaczmarek, Dominik Kubera, Kacper Gomólski, Arkadiusz Madej, Adrian Miedziński, Bartosz Smektała, Igor Kopeć-Sobczyński oraz Paweł Baran – polski żużlowiec i były wieloletni trener Unii Tarnów. W teledysku pojawił się również ojciec zawodnika Jacek Rempała. Zdjęcia powstały na żużlowej Motoarenie w Toruniu.
Utworu jako pierwsi wysłuchali kibice w Rzeszowie, podczas niedzielnego IV Turnieju o Puchar Prezydenta Miasta Rzeszowa gdzie doszło do prapremiery Nie Tak Miało Być w wykonaniu Martyny Rempały. Miejsce i moment, w którym po raz pierwszy zaprezentowano piosenkę nie był przypadkowy. Przed rokiem w rzeszowskim turnieju triumfował właśnie Krystian Rempała, który ukończył zmagania z kompletem punktów. W tym sezonie miał bronić wywalczonego przed rokiem tytułu.
Premiera miała miejsce na telebimach stadionowych 25 września 2016 r., podczas Finału Ekstraligi żużlowej w Gorzowie Wielkopolskim. Ballada ma ponad 7 milionów wyświetleń na YouTube i ciągle przybywa jej nowych słuchaczy.
W grudniu 2016 roku w serwisie YouTube pojawił się kolejny teledysk do świątecznego utworu Dla Nas Jesteś, który Martyna stworzyła z myślą o Krystianie. Utwór po raz kolejny powstał we współpracy z Patrycją Sokół, Marcinem Bracichowiczem, a za produkcję nagrań tym razem odpowiadał Tomasz Bracichowicz, znany również jako Joseph – polski muzyk rockowy, członek i współzałożyciel zespołu Mafia.
15 października 2017 roku o godzinie 15:30 na torze w Mościcach, by uczcić pamięć po młodym zawodniku rozegrany został I Memoriał Krystiana Rempały. Były to ostatnie zawody żużlowe w Tarnowie w sezonie 2017. Na Memoriał przybyło ponad 5 tysięcy widzów. Widzów było mniej więcej tyle, ile na rewanżowym meczu finałowym o pierwsze miejsce w Nice 1. ligi żużlowej. Rozpoczęcie zawodów trzeba było opóźnić o pół godziny, bo przed kasami były tłumy fanów. Przed rozpoczęciem prezentacji do kibiców przemawiała siostra Krystiana Rempały, Martyna, która opowiedziała o swoim bracie. Wśród zawodników był także ojciec zmarłego żużlowcy Jacek Rempała, a także jego matka Bożena.
Wydarzeniem był start ojca Krystiana 46-letniego Jacka Rempały. Rempała senior ostatni raz w lidze startował w 2014 roku w barwach KSM Krosno. Niespodziankę sprawił w trzecim swoim starcie, gdy wygrał, a za plecami przywiózł Gruchalskiego, Wieczorka i Trofimowa. Po wyścigu otrzymał owację na stojąco. Faworytem turnieju był Kenneth Bjerre. Duńczyk zawodów jednak nie wygrał, bo zrezygnował z dwóch ostatnich swoich wyścigów na rzecz rezerwowych juniorów. Turniej wygrał Jakub Jamróg. Zawodnik miejscowej Unii przegrał tylko z Kennethem Bjerre. Na podium stanęli również Artur Czaja i Bartosz Smektała.
W listopadzie 2017 roku ku pamięci młodego i niezwykle uzdolnionego sportowca, na jego nagrobku wzniesiono mu pomnik naturalnej wielkości. Jest on dokładnym odwzorowaniem sylwetki Krystiana Rempały w kewlarze żużlowym.
Po raz drugi dla upamiętnienia zmarłego kolegi z żużlowego toru zawodnicy stanęli pod taśmą maszyny startowej w dniu 14 października 2018 roku o godzinie 14:15. Na trybunach stadionu w tarnowskich Mościcach zasiadło wówczas około 2 tysięcy widzów, którzy ponownie jak rok wcześniej przyszli na obiekt żużlowy by oddać hołd zmarłemu Krystianowi. Format rywalizacji sportowej w II Memoriale Krystiana Rempały był odmienny od tego w roku ubiegłym, gdyż formuła zawodów przybrała współzawodnictwo dwóch żużlowców, którzy stworzyli pary startowe (w 2017 roku był to turniej indywidualny). Najlepszym spośród siedmiu duetów okazali się Bartosz Smektała i Sebastian Niedźwiedź, którzy w sześciu startach zgromadzili łącznie 25 punktów. Tuż za nimi uplasowała się para Artur Czaja i Michał Gruchalski, która zdobyła o jeden punkt mniej od zwycięzców, tj. 24 punkty. Natomiast na trzecim stopniu podium stanęli Mateusz Cierniak i Patryk Rolnicki uzyskując na torze 21 punktów. Po zakończeniu rywalizacji parowej odbył się jeszcze jeden dodatkowy bieg dla najlepiej punktujących zawodników w całym turnieju. Zwyciężył w nim Dominik Kubera, drugi był Artur Czaja, trzeci Patryk Rolnicki, natomiast czwarty Sebastian Niedźwiedź, który tego wyścigu nie ukończył z powodu defektu motocykla .

## Starty w lidze
| Nr mecz | Data                 | Miasto       | Gospodarz              | Goście                | Wyniki         | Punkty        | Suma | Bonus | Razem | Uwagi            |
| ------- | -------------------- | ------------ | ---------------------- | --------------------- | -------------- | ------------- | ---- | ----- | ----- | ---------------- |
| 1       | 13 kwietnia 2014     | Krosno       | KSM Krosno             | Kolejarz Opole        | 65:25          | 1,0,3         | 4    | 0     | 4     | jako gość        |
| 2       | 21 kwietnia 2014     | Kraków       | Wanda Kraków           | KSM Krosno            | 55:34          | 1,w,d         | 1    | 0     | 1     | jako gość        |
| 3       | 25 maja 2014         | Rawicz       | Kolejarz Rawicz        | KSM Krosno            | 39:51          | 1,0,1         | 2    | 0     | 2     | jako gość        |
| 4       | 8 czerwca 2014       | Gniezno      | Start Gniezno          | Stal Rzeszów          | 51:39          | 1*,1,-,0      | 2    | 1     | 3     |                  |
| 5       | 15 czerwca 2014      | Ostrów Wlkp. | Ostrovia Ostrów Wlkp.  | KSM Krosno            | 54:36          | 0,0,0         | 0    | 0     | 0     | jako gość        |
| 6       | 29 czerwca 2014      | Krosno       | KSM Krosno             | Kolejarz Rawicz       | 51:39          | 3,3,3,3,w     | 12   | 0     | 12    | jako gość        |
| 7       | 11 lipca 2014        | Dyneburg     | SK Lokomotīve Dyneburg | Stal Rzeszów          | 50:40          | 0,-,0         | 0    | 0     | 0     |                  |
| 8       | 4 sierpnia 2014      | Piła         | Polonia Piła           | KSM Krosno            | 45:45          | 3,3,d,d       | 6    | 0     | 6     | jako gość        |
| 9       | 10 sierpnia 2014     | Rybnik       | ROW Rybnik             | Stal Rzeszów          | 48:42          | 0,1,0         | 1    | 0     | 1     |                  |
| 10      | 31 sierpnia 2014     | Rzeszów      | Stal Rzeszów           | KMŻ Lublin            | 49:41          | 1,0,w         | 1    | 0     | 1     |                  |
| 11      | 7 września 2014      | Łódź         | Orzeł Łódź             | Stal Rzeszów          | 47:43          | d,0,0         | 0    | 0     | 0     |                  |
| 12      | 14 września 2014     | Gniezno      | Start Gniezno          | Stal Rzeszów          | 34:56          | 0,3,0         | 3    | 0     | 3     |                  |
| 13      | 25 września 2014     | Rzeszów      | Stal Rzeszów           | Start Gniezno         | 61:28          | 2,1,1,0       | 4    | 0     | 4     |                  |
| 14      | 28 września 2014     | Łódź         | Orzeł Łódź             | Stal Rzeszów          | 48:42          | t,0,0         | 0    | 0     | 0     |                  |
| 15      | 5 października 2014  | Rzeszów      | Stal Rzeszów           | Orzeł Łódź            | 55:35          | 1*,0,0        | 1    | 1     | 2     |                  |
| 16      | 12 czerwca 2015      | Zielona Góra | Falubaz Zielona Góra   | Stal Rzeszów          | 50:40          | 0,0           | 0    | 0     | 0     |                  |
| 17      | 26 kwietnia 2015     | Rzeszów      | Stal Rzeszów           | Sparta Wrocław        | 52:37          | 3,2,0         | 5    | 0     | 5     |                  |
| 18      | 10 maja 2015         | Toruń        | Unia Tarnów            | Stal Rzeszów          | 48:42          | 1,0,1         | 2    | 0     | 2     |                  |
| 19      | 17 maja 2015         | Rzeszów      | Stal Rzeszów           | Unia Leszno           | 42:48          | 1*,0,1*       | 2    | 2     | 4     |                  |
| 20      | 24 maja 2015         | Grudziądz    | GKM Grudziądz          | Stal Rzeszów          | 45:44          | 3,2,0,1       | 6    | 0     | 6     |                  |
| 21      | 31 maja 2015         | Rzeszów      | Stal Rzeszów           | Unia Tarnów           | 47:43          | 2*,1,0        | 3    | 1     | 4     |                  |
| 22      | 4 czerwca 2015       | Gorzów Wlkp. | Stal Gorzów Wlkp.      | Stal Rzeszów          | 55:35          | 1,0,0         | 1    | 0     | 1     |                  |
| 23      | 21 czerwca 2015      | Lublin       | Motor Lublin           | Polonia Piła          | 48:42          | 2,2*,3,d,1*   | 8    | 2     | 10    | jako gość        |
| 24      | 28 czerwca 2015      | Wrocław      | Sparta Wrocław         | Stal Rzeszów          | 56:34          | 0,0           | 0    | 0     | 0     |                  |
| 25      | 19 lipca 2015        | Leszno       | Unia Leszno            | Stal Rzeszów          | 57:32          | 2,2*,1,t,0,1  | 6    | 1     | 7     |                  |
| 26      | 22 lipca 2015        | Rzeszów      | Stal Rzeszów           | Falubaz Zielona Góra  | 45:45          | 1,1,0         | 2    | 0     | 2     |                  |
| 27      | 26 lipca 2015        | Rzeszów      | Stal Rzeszów           | KS Toruń              | 49:40          | 1*,w,0        | 1    | 1     | 2     |                  |
| 28      | 9 sierpnia 2015      | Rzeszów      | Stal Rzeszów           | GKM Grudziądz         | 61:29          | 3,1*,2*       | 6    | 2     | 8     |                  |
| 29      | 16 sierpnia 2015     | Tarnów       | Unia Tarnów            | Stal Rzeszów          | 48:42          | 3,2,1*,3,1,2* | 12   | 2     | 14    |                  |
| 30      | 23 sierpnia 2015     | Rzeszów      | Stal Rzeszów           | Stal Gorzów Wlkp.     | 50:40          | 0,0,0         | 0    | 0     | 0     |                  |
| 31      | 4 października 2015  | Ostrów Wlkp. | Ostrovia Ostrów Wlkp.  | Stal Rzeszów          | 40:50          | 2*,0,u        | 2    | 1     | 3     |                  |
| 32      | 11 października 2015 | Rzeszów      | Stal Rzeszów           | Ostrovia Ostrów Wlkp. | 62:28          | 2*,1*,1,1     | 5    | 2     | 7     |                  |
| 33      | 9 kwietnia 2016      | Grudziądz    | GKM Grudziądz          | Unia Tarnów           | 57:33          | 1*,0,0        | 1    | 1     | 2     |                  |
| 34      | 17 kwietnia 2016     | Tarnów       | Unia Tarnów            | Unia Leszno           | 48:42          | 3,1,2*,0      | 6    | 1     | 7     |                  |
| 35      | 1 maja 2016          | Toruń        | KS Toruń               | Unia Tarnów           | 48:42          | t,0,3,0,3,0   | 6    | 0     | 6     |                  |
| 36      | 8 maja 2016          | Tarnów       | Unia Tarnów            | Sparta Wrocław        | 41:49          | 2,1*,1,1,0    | 5    | 1     | 6     |                  |
| 37      | 22 maja 2016         | Rybnik       | ROW Rybnik             | Unia Tarnów           | przerwany mecz |               |      |       |       | śmierć zawodnika |